# وسيلة رضوان سعيد قرني
وسيلة رضوان سعيد قرني (بالإنجليزية: Wassila Rédouane-Saïd-Guerni)، (مواليد 28 أبريل 1980) هي مبارزة جزائرية.
شاركت في الألعاب الأولمبية الصيفية 2000 والألعاب الأولمبية الصيفية 2004.
في مارس 2001، تزوجت من عداء المسافات المتوسطة المتقاعد سعيد قرني عيسى جبير.